# Raveniola fedotovi
Raveniola fedotovi là một loài nhện trong họ Nemesiidae.
Raveniola fedotovi được miêu tả năm 1946 bởi Charitonov.